# Tyranneau omnicolore
Tachuris rubrigastra
Genre
Espèce
Statut de conservation UICN

 LC  : Préoccupation mineure
Le Tyranneau omnicolore (Tachuris rubrigastra) est une espèce de passereaux de la famille des Tyrannidae,,. Il est le seul représentant du genre Tachuris.

## Systématique et distribution
Cet oiseau est représenté par quatre sous-espèces selon la classification de référence du Congrès ornithologique international (version 9.1, 2019) :
- Tachuris rubrigastra alticola (von Berlepsch & Stolzmann, 1896) : dans les Andes, du sud-est du Pérou à l'ouest de la Bolivie et au nord-ouest de l'Argentine ;
- Tachuris rubrigastra libertatis Hellmayr, 1920 : marais des côtes de l'ouest du Pérou (du département de La Libertad au nord de celui d'Ica) ;
- Tachuris rubrigastra loaensis Philippi Bañados & Johnson, AW, 1946 : nord du Chili (Région d'Antofagasta) ;
- Tachuris rubrigastra rubrigastra (Vieillot, 1817) : dans une zone allant du sud-est du Brésil au Paraguay, à l'Uruguay, au nord de l'Argentine et à l'ouest du Chili[2],[6].